# Mädler (cràter marcià)
|  | No s'ha de confondre amb Mädler (cràter). |

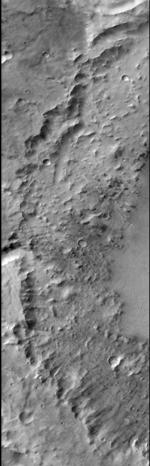
Brocal erosionat de Mädler, fotografia de la càmera CTX a bord del Mars Reconnaissance Orbiter

Mädler és un cràter d'impacte del planeta Mart, pertanyent al quadrangle Sinus Sabaeus. Deu el seu nom a l'astrònom alemany Johann Heinrich von Mädler. Compta amb un diàmetre de 124 km, i està localitzat en les coordenades longitud 2.7°E i latitud 10.7°S.
Mädler i el seu col·laborador Wilhelm Beer van produir els primers mapes raonablement bons de Mart al començament dels anys 1830. Per a aquesta tasca, van seleccionar un element característic particular per assenyalar el meridià zero dels seus gràfics. La seva elecció es va veure enfortida quan Giovanni Schiaparelli va utilitzar la mateixa ubicació en 1877 per als seus famosos mapes de Mart. Aquest element va ser denominat més tard Sinus Meridiani ("Badia mitgera" o "Badia del meridià"), però després de l'aterratge de la sonda de la NASA MER-B Oportunity en 2004 és potser més conegut com a Meridiani Planum.
Mädler es troba al sud del Meridiani Planum, prop del meridià zero i aproximadament 10° a l'est de Beer. Schiaparelli també pertany a aquesta regió.